# Kawasaki EN 500
La Kawaski EN 500 est une moto de la marque Kawasaki Heavy Industries.
Elle est largement inspirée des customs d'Amérique du Nord, avec sa coupe Cruiser / Chopper avec une assise large, une fourche longue et inclinée. Elle hérite du moteur de sa sœur, la 500 GPZ, monté aussi sur la Kawasaki ER-5.
La Kawasaki EN 500 est adaptée pour le tourisme ou les petites balades, grâce à sa faible consommation (5l/100) et au faible coût de l'assurance.